# Tramlijn 6 (Amsterdam)
 Tramlijn 6 was tussen 1901 en 2020 een tramlijn in Amsterdam (en Amstelveen). Er zijn vier lijnen met dit nummer geweest: van 1901 tot 1922, van 1922 tot 1942 (1958), van 1977 tot 2006 en van 2019 tot 2020. De laatste lijn reed op de route Station Zuid – Stadshart Amstelveen, alleen op maandag tot en met vrijdag in de spitsuren en vanaf 2023 alleen op bepaalde tijden.

## Geschiedenis

### Eerste lijn
De eerste lijn werd ingesteld op 16 november 1901 tussen de Cruquiusweg, Veelaan, Zeeburgerdijk en de Mauritskade. De lijn had de bijnamen "lijn 101" wat duidde op 1 bestuurder, 0 passagiers en 1 conducteur en het "Slagerslijntje" vanwege het abbatoir. Op 19 januari 1905 werd de lijn verlengd via de Plantage, Muiderstraat en Nieuwmarkt naar het Stationsplein en nam in belangrijkheid toe maar op 1 april 1905 werd de lijn weer ingekort tot de Mauritskade. Van 19 oktober 1918 tot 15 mei 1919 was de lijn tijdelijk opgeheven vanwege personeelsgebrek door de griep. Sinds 25 december 1920 werd niet meer op zondag gereden en op 22 januari 1922 werd de lijn geheel opgeheven. Op 2 januari 1924 werd de lijn alleen op maandag en woensdag weer ingesteld nu vanaf het Frederiksplein maar omdat het lijnnummer 6 op 22 mei 1922 was vergeven aan lijn 19 kreeg de lijn het lijnnummer 12 en werd op 4 juni 1925 weer opgeheven.

### Tweede lijn
De tweede lijn betrof de vernummerde lijn 19 die als lijn 6 op 22 mei 1922 werd ingesteld tussen het Eerste Muiderpoortstation en station Willemspark. Deze werd op 28 februari 1929 verlengd naar het Stadionplein. Op 15 oktober 1939 werd de lijn verlegd naar het huidige Muiderpoortstation. Op 26 mei 1942 werd lijn 6 opgeheven. Na de oorlog kwam de lijn niet meer terug behalve tijdens belangrijke sportwedstrijden in het Olympische stadion (evenals lijn 23). Voor het laatst gebeurde dit op 4 mei 1958.

### Derde lijn
In 1973 bestond er een plan voor een tramlijn 6 van het Amstelstation via de Ferdinand Bolstraat of Utrechtsestraat naar het Centraal Station ter vervanging van de overbelaste Bijlmerbuslijnen 55 en 56, die dan tot het Amstelstation zouden worden ingekort. Wegens materieelgebrek ging dit plan uiteindelijk niet door.
De derde lijn werd ingesteld met de opening van de eerste Amsterdamse metrolijn op 16 oktober 1977, gedeeltelijk via de route van de vorige lijn met dit nummer. In het oorspronkelijke GVB bedrijfsplan 1977 zou de lijn het lijnnummer 11 krijgen en alleen in de spitsuren rijden als versterkingslijn van lijn 1 tussen Osdorp en de Plantage Parklaan. Na debatten in de gemeenteraad in het voorjaar van 1977 werd besloten tot een volwaardige lijn met de route: Stadionplein – Amstelveenseweg – Overtoom – Leidseplein – Weteringschans – Sarphatistraat – Weesperplein (overstap op de metro) – Roetersstraat – Plantage Parklaan. Om meer te passen bij de historische lijnenloop werd besloten in plaats van het lijnnummer 11 het lijnnummer 6 te gebruiken.
In 1980 werd lijn 6 verlengd via de Sarphatistraat, Alexanderplein en Linnaeusstraat naar het Muiderpoortstation. In 1983 kwam de route via de 's-Gravesandestraat – Oosterpark in gebruik. Tussen 1986 en 1989 reed deze lijn samen met lijn 10 een grote lus door de Indische Buurt, met eindpunt op het Javaplein, waar lijn 6 overging op lijn 10 en omgekeerd. Na 1989 reden beide lijnen deze route in één richting. Lijn 6 tegen de klok in, lijn 10 met de klok mee. In 1998 werd de route naar de Indische Buurt overgenomen door lijn 7. Lijn 6 ging weer via de Roetersstraat naar de Plantage Parklaan, en reed niet meer 's avonds en in de weekenden.
Aan de westkant heeft lijn 6 tussen 2002 en 2004 vanaf het Leidseplein via de Marnixstraat – Rozengracht – Nieuwezijds Voorburgwal naar het Centraal Station gereden. Daarna keerde lijn 6 weer terug op zijn oude route naar de Amstelveenseweg en ging gelijk doorrijden tot aan het nieuwe eindpunt van lijn 16 bij het VU medisch centrum (Gustav Mahlerlaan). De lijn reed weer op alle dagen en uren.

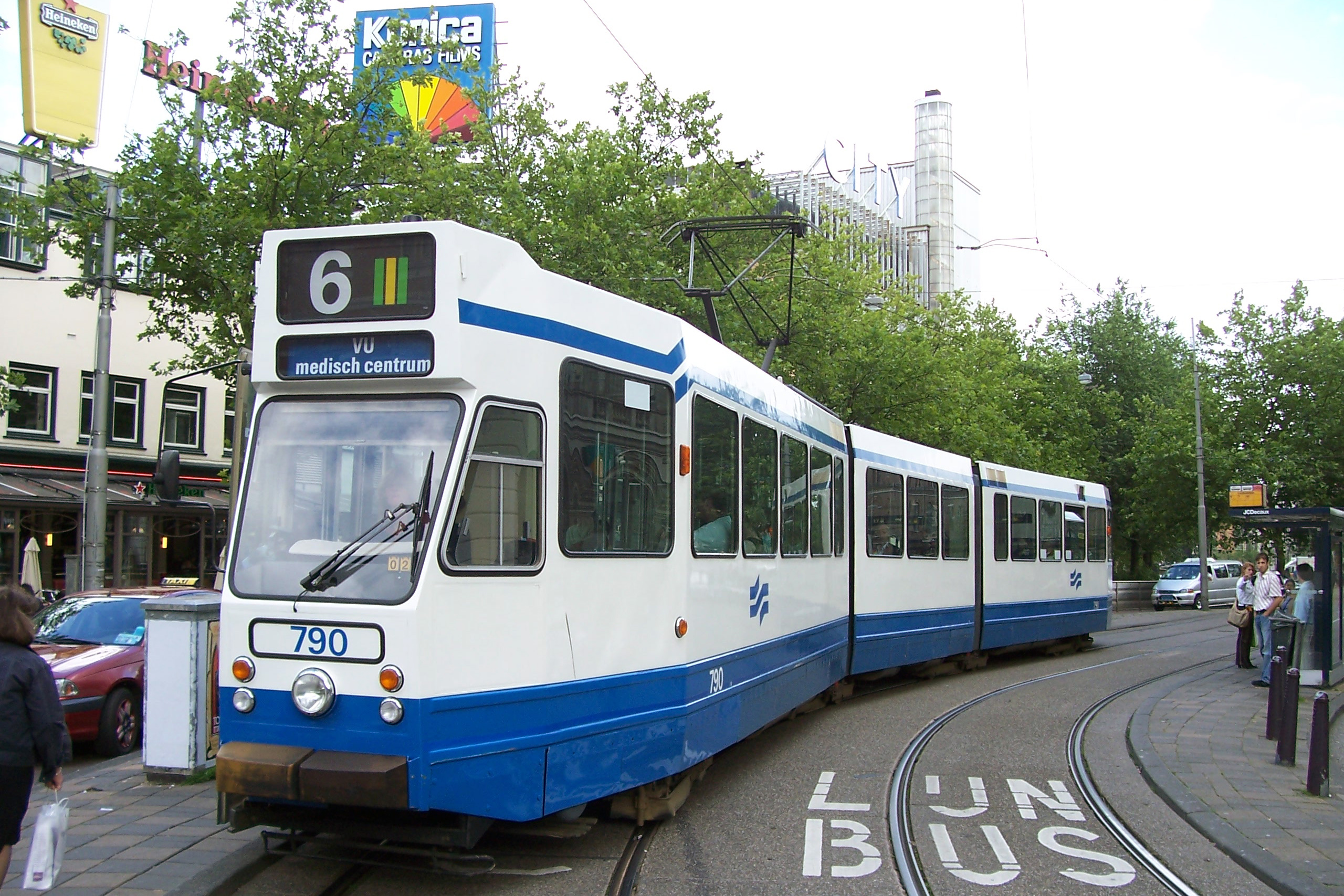
De GVB 790 als lijn 6 op het Leidseplein in 2005.

#### Neergang en opheffing
De laatste jaren (sinds 2002) van lijn 6 waren een periode van neergang. Nadat deze lijn eerst twee jaar naar het Centraal Station reed en daarna nog eens anderhalf jaar naar het VU Medisch Centrum waren er, mede door de  zeer lage frequentie (sinds 2004 een halfuurdienst buiten de spits), steeds minder passagiers. Hierdoor kon de lijn niet meer voldoen aan de eisen van het ROA. Lijn 6 werd per 28 mei 2006, met ingang van de zomerdienstregeling, opgeheven. Op 22 juli 2018 werd tramlijn 1 vanaf het Leidseplein verlegd naar het Muiderpoortstation. Hiermee is een groot deel van de route van lijn 6 zoals die bestond tussen 1980 en 1998 opgegaan in de huidige lijn 1, behalve het stuk over de Amstelveenseweg tot aan het Stadionplein, dat alleen nog voor remiseritten wordt gebruikt.

#### Trivia
Het traject in de Roetersstraat dat in oktober 1977 weer door lijn 6 (en lijn 7) in gebruik werd genomen kon door de trams van het type 8G aanvankelijk niet worden bereden. Dit omdat de hoge en steile bruggen niet geschikt waren voor de geledingen van deze trams. Na aanpassing van de geledingen in 1978 konden de 8G-trams alsnog door de Roetersstraat rijden. Ook de Combino's konden aanvankelijk niet door de Roetersstraat rijden en dus niet op lijn 6 worden ingezet. Eind 2005 werden de sporen alsnog aangepast en reden er ook Combino's tijdens het laatste halfjaar van exploitatie van lijn 6. Sindsdien worden de sporen door de Roetersstraat alleen nog gebruikt bij omleidingen.

### Vierde lijn
De vierde lijn werd ingesteld op 27 mei 2019. Het was in feite geen nieuwe lijn maar een spitsversterking op maandag t/m vrijdag van tramlijn 5 op het drukste traject tussen station Zuid en Stadshart. Door het verdwijnen van metro/sneltramlijn 51 per 3 maart 2019 en het feit dat de vervangende bus op vrijwel alle haltes niet stopt werd de drukte op tramlijn 5 te groot. Er werd alleen gereden in de ochtend- en middagspits van de Strawinskylaan via de Buitenveldertselaan en Beneluxbaan naar het Handelsplein.
De spitsfrequentie van lijn 5 op het gehele traject werd teruggebracht, op het gezamenlijke traject was deze door de komst van lijn 6 verhoogd. Het GVB hoopte de drukte hiermee beter op te vangen.
Met ingang van 16 maart 2020 werd lijn 6 als gevolg van de sterk teruggelopen reizigersaantallen tijdens de coronacrisis tijdelijk opgeheven. Sinds 11 mei 2020 reed lijn 6 weer (alleen) in de ochtendspits en sinds 16 augustus 2020 ook weer in de middagspits.
Lijn 6 zou blijven rijden tot de ingebruikname van de vernieuwde Amsteltram in december 2020, maar wegens het afgenomen aantal reizigers en om ruimte te maken voor proef- en instructieritten op de vernieuwde tramlijn is lijn 6 per 9 november 2020 opgeheven (de laatste rit was op 6 november).
Per 2023 rijdt deze lijn alleen op bepaalde tijden tijdens werkzaamheden als versterking van lijn 5 en vervanging van het noordelijk gedeelte van lijn 25, als deze als gevolg van werkzaamheden niet rijdt. Het zuidelijke gedeelte wordt dan vervangen door een busdienst.